# Ростокіно (станція МЦК)
Ростокіно ((рос. Ростокино) проектна назва — Ярославська) — зупинний пункт/пасажирська платформа Малого кільця Московської залізниці, яка обслуговує маршрут міського електропоїзда — Московське центральне кільце. Розташована між пасажирськими пунктами зупинок «Ботанічний сад» і станцією «Білокам'янана» схід від однойменної станції «Ростокіно». Є зупинним пунктом для електропоїздів міської електрички — Московського центрального кільця. Обладнана турнікетами. Входить до складу транспортно-пересадного вузла, що включає до свого складу платформу «Ростокіно» Ярославського напрямку МЗ.
Платформа була відкрита для пасажирів 10 вересня 2016 року разом з відкриттям пасажирського руху електропоїздів МЦК.

## Розташування
Платформа розташована у районі Ростокіно, біля проспекту Миру.

## Режим роботи
На платформі мають зупинку всі поїзди міської електрички, щодня курсують з 5:30 до 1:00. Інтервал руху електропоїздів в години пік складе 6 хвилин, в інший час — від 10 до 15 хвилин.

## Технічні особливості
Пасажирський зупинний пункт МЦК включає в себе одну високу острівну платформу з напівкруглим навісом. Вхід на платформи здійснюють через підземний пішохідний перехід, розташований під залізничним насипом з наземним касовим вестибюлем. У підземний перехід інтегровано турнікетний павільйон, від якого є вихід до платформи. На станції заставлено тактильне покриття.

## Пересадки
- Залізничної платформи Ростокіно
- Автобуси: 93, 136, 172, 244, 375, 536, 544, 789, 834, 903, т14, т76; 
  - обласні: 316, 317, 388, 392, 451, 499, 551к, 555, 576к;
- Трамваї: 17

## Сусідні станції Малого кільця МЗ
- За годинниковою стрілкою — Білокам'яна
- Проти годинникової стрілки — Ботанічний сад

## Галерея

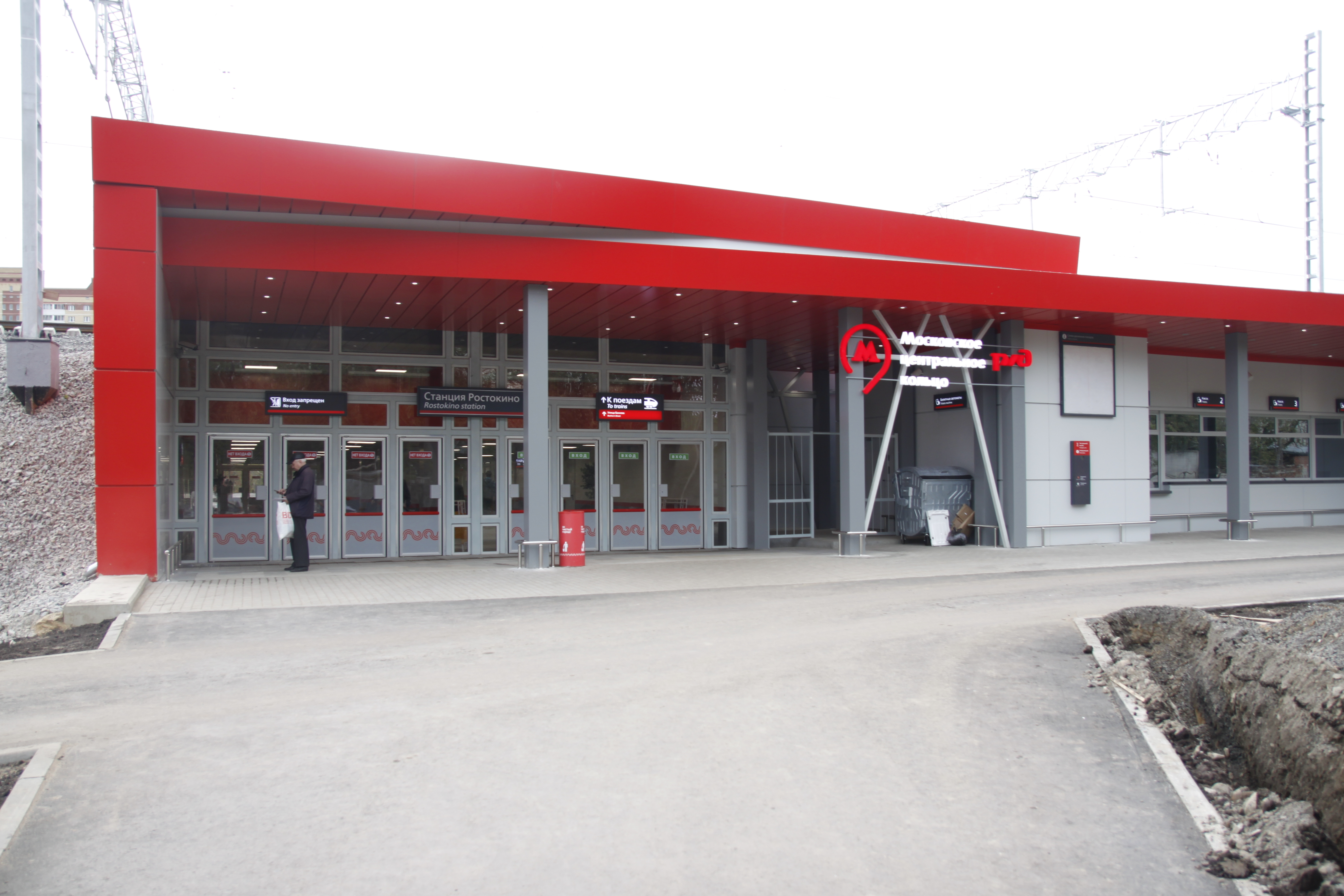
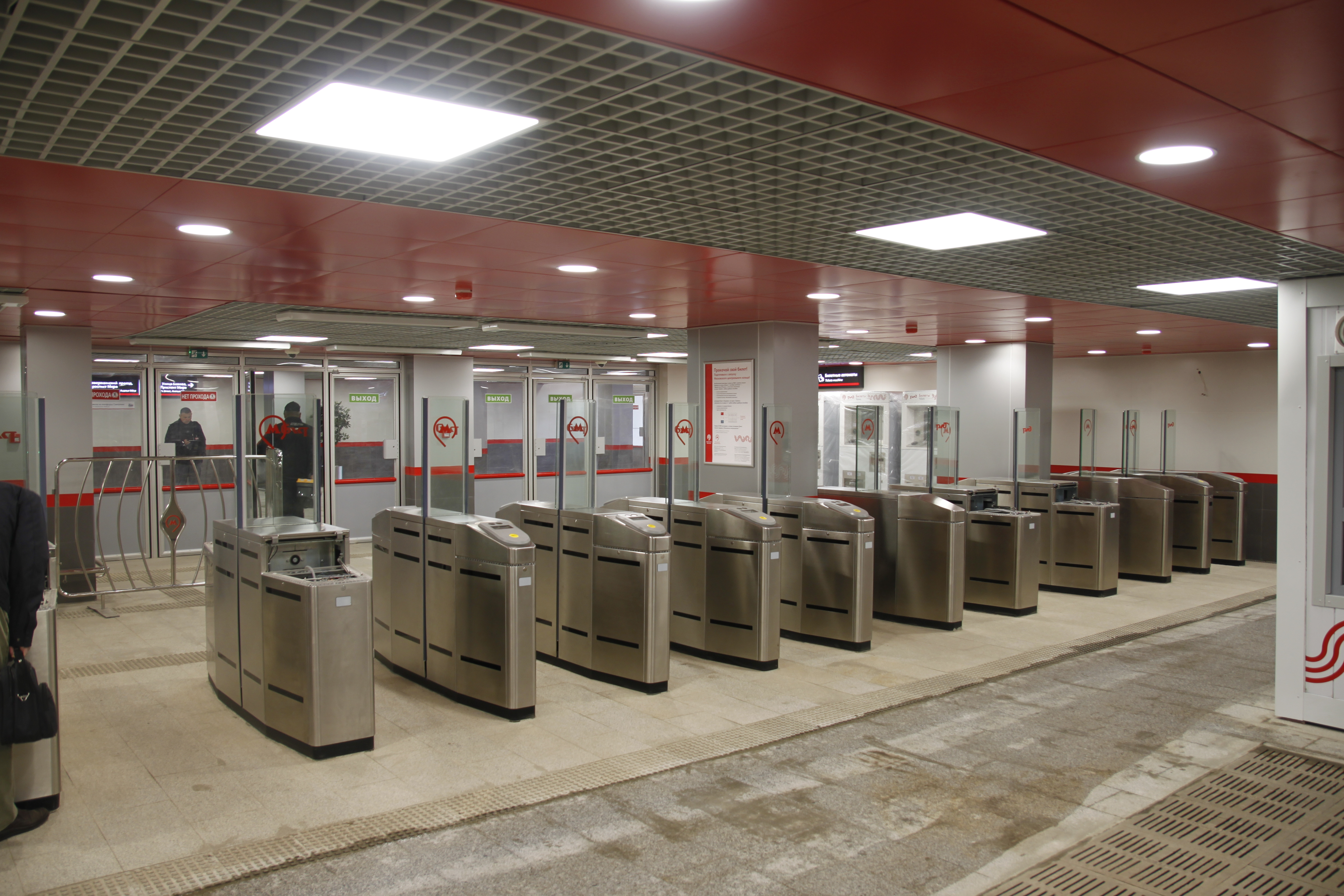
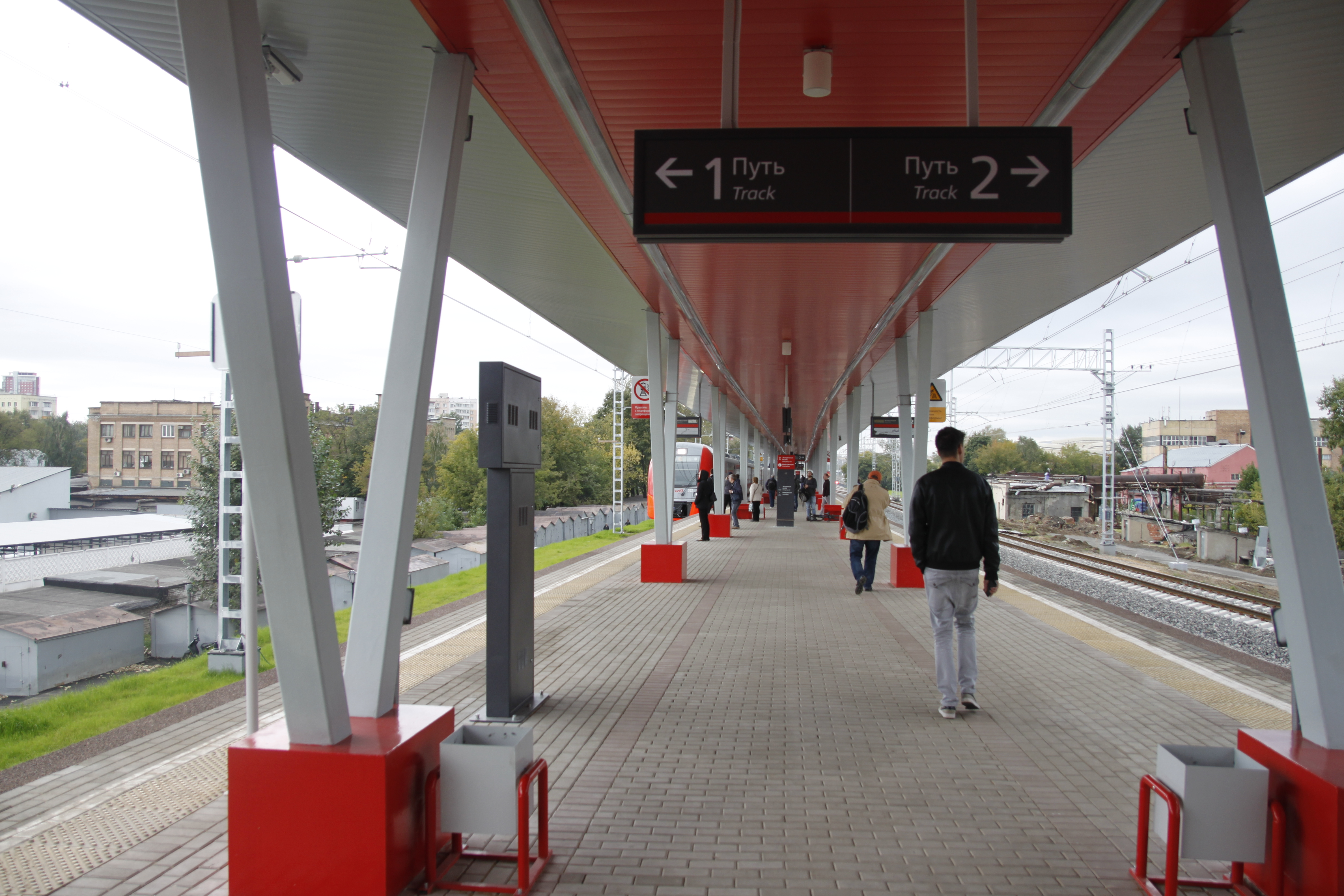
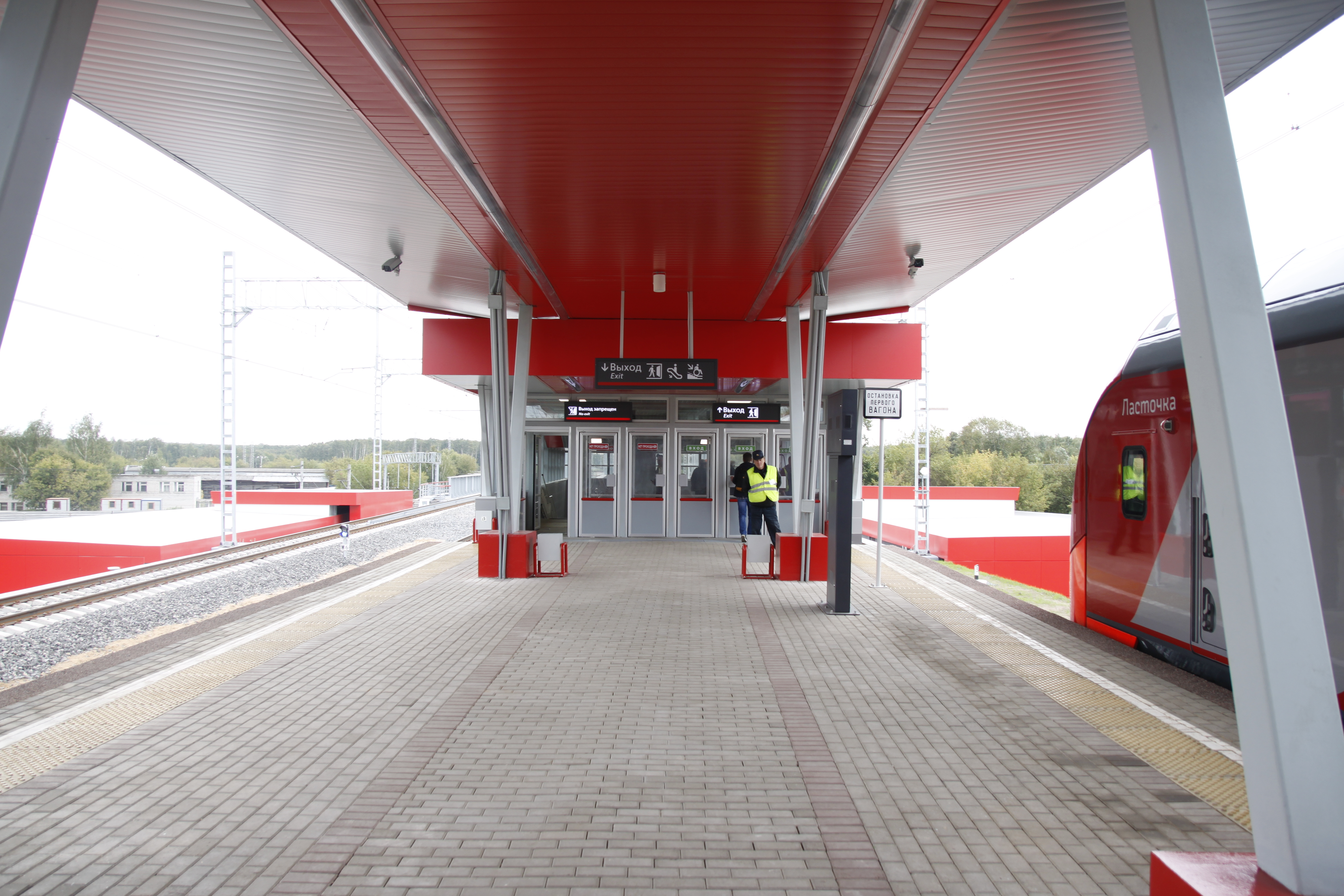

| Попередня станція | Лінія | Лінія                        | Лінія | Наступна станція |
| ----------------- | ----- | ---------------------------- | ----- | ---------------- |
| Ботанічний сад    |       | Московське центральне кільце |       | Білокам'яна      |